# Henri Mataigne
Henri Mataigne est un érudit né le 13 mai 1863 à Carignan et mort le 21 août 1946 à Auvers-sur-Oise.

## Biographie
Né dans les Ardennes, issu d'un milieu modeste, Henri Mataigne fait carrière au sein de la Compagnie des chemins de fer du Nord, où il est cartographe.
Parallèlement, il se passionne pour l’histoire régionale.
Il rédige de nombreuses études, notamment consacrées à l’histoire d’Auvers-sur-Oise mais aussi à celle de Franconville.
Henri Mataigne est mort à Auvers-sur-Oise et a été enterré dans le cimetière communal, comme Vincent Van Gogh ; sa tombe se situe dans l’angle nord-est du cimetière, près de celle du peintre Eugène Murer.
Une allée de la ville porte son nom.

## Publications
: document utilisé comme source pour la rédaction de cet article.
- Henri Mataigne, Histoire de la paroisse et de la commune d'Auvers-sur-Oise. Depuis le commencement du IXe siècle jusqu'à nos jours (titre de la réédition : Histoire d'Auvers-sur-Oise), Paris, (réédition : Éditions du Valhermeil), 1985 (1re éd. 1906), 256 p. (ISBN 2-905684-02-X)
- Henri Mataigne, Histoire du Château d'Auvers (extrait de l'ouvrage précédent, agrémenté d'un supplément sur la période contemporaine), Saint-Ouen-l'Aumône, Éditions du Valhermeil, 1985, 32 p. (ISBN 2-905684-61-5)
- Henri Mataigne, La Grande Guerre au jour le jour (juillet, août, septembre 1914), Pontoise, Imprimerie Lucien Paris, 1919, 292 p.
- Henri Mataigne, Franconville-la-Garenne depuis le IXe siècle, Paris, Le livre d'Histoire, coll. « Monographie des villes et villages de France », 2005 (1re éd. 1927), 412 p. (ISBN 2-84373-734-6)